# Fredrik Edfeldt
Fredrik Edfeldt (né le 24 février 1972 à Vallentuna) est un réalisateur suédois.

## Filmographie

### Comme réalisateur
- 1999 : Hembesök (court-métrage)
- 2001 : Barnsäng (court-métrage)
- 2004 : Innesluten (court-métrage)
- 2005 : Lite som du (série télé)
- 2006 : Vanya vet (court-métrage)
- 2009 : Un été suédois (Flickan)

### Récompenses et distinctions
- Festival international du film d'Arras 2009 
  - Un été suédois (Flickan) - Prix du jury et Prix du Syndicat français de la critique de cinéma
- Berlinale 2009
  - Un été suédois - Mention spéciale meilleur premier film